# 长江商学院
长江商学院（英語：Cheung Kong Graduate School of Business，简称CKGSB），是由李嘉诚基金会捐资创办，并获得中华人民共和国国务院正式批准、拥有独立法人资格的非營利性教育机构，为国际管理教育协会（AACSB）和欧洲管理發展基金会（EFMD）成员，是国务院学位委员会批准的“工商管理硕士授予单位”（含EMBA和MBA）。
学院成立于2002年11月，现有MBA、金融MBA、EMBA、高层管理教育四个项目。2005年到2009年，长江教授在世界顶级管理类学术杂志上人均发表论文数量全球排名第6位。2011年，长江商学院中2500多位担任核心管理职位的中国企业精英校友和学员企业年收入总和超过1万亿美元，相当于中国当年GDP的13.7%，超过印度尼西亚GDP总和。

## 项目一览

### 学位教育
1. 全职MBA：英文授课，学时1年，每年招生50人左右。2009年10月起在北京授课，之前在上海授课。
2. 在职金融MBA：中文授课，学时两年。每年招生220人左右。2009年10月首期班开课。
3. EMBA：中文授课，学时两年。每年招生540人左右，分两期开课。

### 非学位教育
高层管理教育课程

## 学院设施

### 北京校区
2002年正式开设北京校区，位于北京市商业中心的东方广场，拥有4个可容纳60人的阶梯教室、2个小型报告厅和11个小组讨论室。

### 上海授课点
2002年正式开设上海校区，位于上海市闵行区申长路988弄虹桥万科中心T5。

### 深圳授课点
2006年正式开设广州授课点，2011年转迁深圳，位于深圳市南山区前湾一路63号前海企业公馆30栋。